# Tim Dixon
Tim Dixon (* 19. Februar 1984) ist ein britischer Fernsehmoderator.
Sein TV-Debüt hatte er 1999 in einer Sondersendung des britischen Disney Channels. 2003 wechselte er zu ITV, wo er ebenfalls das Kinderprogramm moderierte. 2008 moderierte er die letzte Staffel der Bastelsendung Finger Tips.